# XDCAM HD
En 2006, Sony présente son format Haute Définition pour les productions institutionnelles, le XDCAM HD.
Il se situe entre le format grand public HDV et la gamme professionnelle / broadcast HDCam.

## Présentation
Le produit se situe dans le milieu de gamme, entre 16 000 € et 25 000 € pour les caméscopes et entre 8000 € et 14 000 € pour les decks (au 06/2006).
Comparé à son grand frère, le HDCam, Sony a dû faire un compromis pour lier coût & qualité : les caméscopes utilisent des capteurs 1/2" procurant une sensibilité de F9 à 2000 Lux.
Ces caméscopes permettent de passer de la définition SD à la définition HD "en douceur", tout comme du 4/3 au 16/9, en proposant l'enregistrement en DVCAM sur le ProDisc pour la SD et HDV pour la HD
Nombreux sont ceux qui se demandent pourquoi avoir sorti un caméscope semi professionnel avec des capteurs 1/2"...
La raison est simple : un objectif HD 2/3" coûte entre 12 000 et 80 000 euros alors qu'un objectif HD 1/2" coûte entre 6000 € et 20 000 € ...  question de budget = réponse en gamme